# Pier Giorgio Solinas
Pier Giorgio Solinas (San Gavino Monreale, 17 luglio 1945) è un antropologo italiano.

## Biografia
Pier Giorgio Solinas si è formato alla Scuola antropologica di Cagliari come allievo di Alberto Mario Cirese e di Ernesto de Martino attraverso la collaborazione con Clara Gallini e Giulio Angioni, Pietro Clemente ed Enrica Delitala. Ha poi insegnato come docente di etnologia all'Università di Siena dal 1973, dove è stato ordinario dal 1990 al 2015. Ha anche insegnato in Francia, in India, negli USA e in Canada. Con Tullio Seppilli e Giulio Angioni ha fondato il primo dottorato di ricerca in Italia in Metodologie della Ricerca etno-antropologica, in consorzio con le università di Cagliari, di Perugia e di Siena.
Ha lavorato e pubblicato soprattutto sulla parentela, l'antropologia economica, l'etno-demografia e la cultura materiale, con ricerche sulla mezzadria toscana, sui pastori sardi immigrati in Toscana, sulle forme recenti di famiglia. Da circa vent'anni lavora sulla popolazione indiana (Bengala Occidentale) dei Santal.

## Opere principali
- La famiglia. Un'antropologia delle relazioni primarie, Roma, Carocci 2010
- L'acqua strangia. Il declino della parentela nella società complessa, Milano, Franco Angeli 2004
- Relations discrètes. L'affinité dans la transition démographique, Roma, Mefrim, 115, 2003, p. 367-398
- Popolazioni e sistemi sociali. Linee di ricerca in etnodemografia. Roma, Nuova Italia Scientifica 1992
- Economie minori. Saggi di antropologia. Sassari EDES
- La famille, in Méditerranée: Les hommes et l'héritage, a cura di Fernand Braudel, con la collaborazione di Roger Arnalder, Jean Gaudemet, Maurice Aymard e Georges Duby.